# Da Qin-pagode

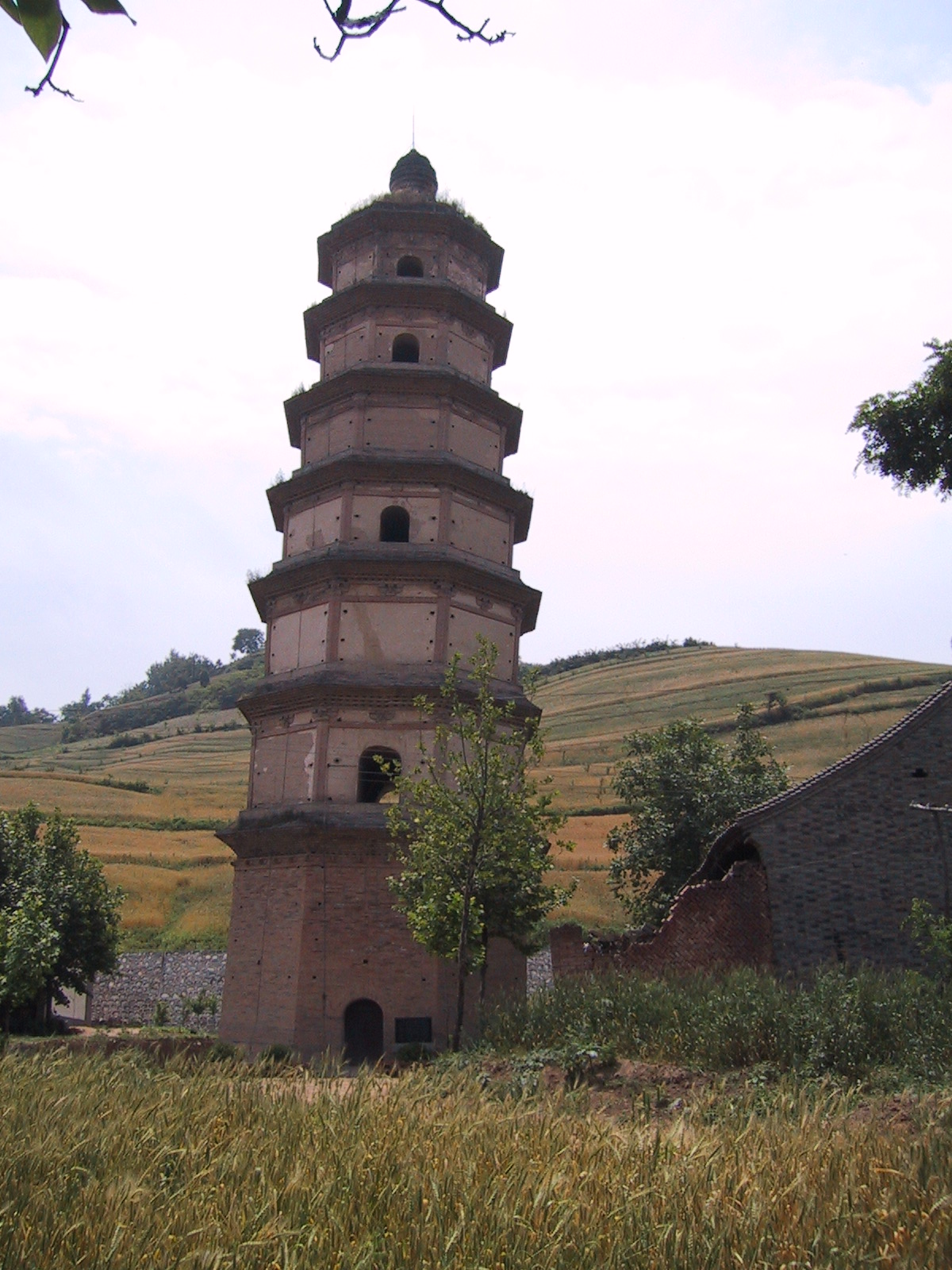

De Da Qin-pagode is de naam waaronder sinds 2001 een pagode in de plaats Zhouzhi, ongeveer 75 kilometer westelijk van Xi'an, in de Chinese provincie Shaanxi bekendstaat.  In 2001 verscheen een werk van Martin Palmer,  The Jesus Sutras: Rediscovering the Lost Religion of Taoist Christianity. In het boek wordt de pagode beschreven als een restant van de oudste christelijke kerk in China.
De publicatie van het boek en die claim had een golf van publiciteit tot gevolg met onder meer koppen, dat de geschiedenis van het christendom in China herschreven dient  te worden. De BBC besteedde er in 2009 uitgebreid aandacht aan in de serie documentaires  A History of Christianity.  Door een aantal historici worden de conclusies van Palmer op zijn minst zeer controversieel geacht of als onzin afgedaan.

## De term Da Qin
Tijdens de laatste periode van de Han-dynastie (206 v.Chr.- 220 na Chr.) werd met Da Qin het oostelijk deel van het toenmalige Romeinse Rijk bedoeld. Daarna werd het in China gebruikt voor de oostelijke delen van het toenmalige Byzantijnse Rijk. Gedurende de periode van de Tang-dynastie werd voor het Byzantijnse rijk na ongeveer 700 de naam   Fulin  gebruikt. Da Qin kreeg in die periode een meer religieuze dan geografische betekenis.

## Achtergrond
De geschiedenis van het christendom in China begint met de aankomst van Alopen, een missionaris van de nestoriaanse Kerk van het Oosten. Zijn aankomst in 635 in Chang'an, de toenmalige hoofdstad, is vastgelegd in een edict uit 638 van de keizer Taizong (r. 626-649) van de Tang-dynastie. Het manuscript van dat edict is verloren gegaan, maar de tekst werd gereproduceerd in de inscriptie van de Nestoriaanse stele. Alopen was vrijwel zeker van Perzische herkomst.
Uit de tekst op de stele wordt onder meer duidelijk, dat de keizer toestemming gaf tot het bouwen van een klooster in Chang'an. De keizer Gaozong (r. 649-683) zou volgens de tekst van de stele het stichten van christelijke kloosters in alle prefecturen van het rijk hebben  goedgekeurd. Al die kloosters kregen de naam Bosi-si ('Perzisch klooster'). In 745 verscheen een tweede edict waarbij ieder Bosi-si opgedragen werd de naam te veranderen in Da Qin-si ('klooster van Da Qin').

## Het klooster
In enkele regels van een gedicht, geschreven in 1062, vermeldt de dichter Su Shi een Da Qin-klooster in Zhouzhi. Dat is tot aan de twintigste eeuw de enige keer dat dit klooster vermeld wordt. In 1933  bracht  Xiang Da, een medewerker van de Japanse sinoloog P.Y. Saeki, een bezoek aan Zhouzhi. Hij vond daar de restanten van een oud boeddhistisch klooster en drie inscripties. De eerste inscriptie was gegraveerd op een klok om een reconstructie van het klooster in 1444 te gedenken. Die inscriptie vermeldde dat het klooster oorspronkelijk was gebouwd in de periode van de keizer Taizong, maar door een aardbeving geheel vernietigd was tijdens de periode van de keizer Xuanzong (r. 712-755). Deze inscriptie meldt echter niets over de religieuze achtergrond van dat klooster. De beide andere inscripties dateren uit 1792 en 1859 en zijn begrafenisteksten voor overleden monniken. Daarin komt enkele keren de term Da Qing voor.
Er is geen spoor van bewijs dat dit klooster in 1062 of later christelijk geweest zou kunnen zijn. De enige aanwijzing voor een ooit christelijk klooster voor die tijd zijn de dichtregels uit 1062. Indien dat inderdaad het geval zou zijn, dan moet de aardbeving die het klooster trof na 745 hebben plaatsgevonden. P.Y. Saeki had lang voor Palmer hierover al in 1937 gepubliceerd.
Aanhangers van de “ontdekking“ van Palmer wijzen op veronderstelde afbeeldingen in de pagode van Jona en de geboorte van Jezus. Deze interpretatie van de afbeeldingen wordt door anderen zeer dubieus geacht tot ronduit verworpen.
De meeste experts achten het waarschijnlijk, dat op deze plaats ooit een nestoriaans klooster heeft gestaan. Het is dan overigens weer niet waarschijnlijk dat dit het eerste nestoriaanse klooster in China geweest zou zijn. De inscriptie op de Nestoriaanse stele maakt het vrijwel zeker dat het eerste nestoriaanse klooster, zoals ook voor de hand ligt, gebouwd werd in de hoofdstad Chang'an. Experts gaan er ook van uit, dat een toenmalige pagode in Zhouzhi de verwoesting door de aardbeving niet zal hebben overleefd. De pagode wordt door Chinese experts gedateerd in de periode van de Song-dynastie en dus van na 960. In die periode was er geen christendom in China meer aanwezig.